# Adolphe Dechamps
Adolphe Dechamps (Melle, 17 giugno 1807 – Manage, 19 luglio 1875) è stato un politico belga.
Nel 1834 divenne parlamentare per il Partito Popolare Cattolico e nel 1843 fu promosso a Ministro dei Lavori Pubblici e consentì un notevole sviluppo ferroviario del Belgio. Nel 1845 diventò Ministro degli Esteri e lo rimase fino al 1847, stipulando vari trattati con Stati Uniti (1846) e Zollverein (1847).
Da quell'anno fu dunque a capo dell'opposizione in Parlamento.